# Timothy Merrill
Timothy Merrill (* 16. März 1781 in Farmington, Connecticut; † 27. Juli 1836 in Montpelier, Vermont) war ein US-amerikanischer Anwalt und Politiker, der von 1831 bis 1836 Secretary of State von Vermont war.

## Leben
Timothy Merrill wurde in Farmington, Connecticut als Sohn von James Merrill und Jerusha Seymour geboren. Er besuchte die öffentlichen Schulen in Farmington und ging nach Schulabschluss nach Bennington, Vermont. Dort arbeitete er in der Anwaltskanzlei seines Bruders Orsamus Cook Merrill und studierte Jura. Nachdem er die Zulassung als Anwalt bekommen hatte, eröffnete er eine Anwaltspraxis zusammen mit Robert Temple in Rutland, Vermont. Bereits nach knapp einem Jahr verließ er Rutland wieder, ging im Jahr 1809 nach Montpelier und eröffnete dort erneut eine Anwaltspraxis.
Als Mitglied der Anti-Masonic Party wurde Merrill im Jahr 1811 in die Vermont General Assembly als Repräsentant für Montpelier gewählt. Gleichzeitig wurde er zum District Attorney für das neugegründete Jefferson County gewählt, welches später in Washington County umbenannt wurde. In dieses Amt wurde er weitere sieben Mal gewählt. Er wurde im Jahr 1822 zum Clerk des Repräsentantenhauses von Vermont gewählt, dieses Amt übte er bis zum Jahr 1831 aus. Im Jahr 1831 wurde er zum Secretary of State gewählt. Dieses Amt übte er bis zu seinem Tod aus.
Merrill war mit Clara Fassett verheiratet. Das Paar hatte fünf Kinder. Ein Sohn war Farrand F. Merrill, der später selbst Vermont Secretary of State war.
Timothy Merrill starb am 27. Juli 1836 in Montpelier, Vermont. Es ist nicht bekannt, wo sich sein Grab befindet.